# Кейс, Эвелин
Эвелин Кейс (англ. Evelyn Keyes; 20 ноября 1916 — 4 июля 2008) — американская актриса.

## Биография
Эвелин Луиза Кейс родилась в небольшом городке Порт-Артур в штате Техас. В юности она выступала в церковном хоре, а в 18 лет подписала контракт с продюсером Сесиль Де Меллем на съёмки в кино. Первоначально она исполнила несколько эпизодических ролей в фильмах категории «В» на киностудии «Paramount Pictures», а в 1939 году в фильме «Унесённые ветром» сыграла свою небольшую, но самую знаменитую роль, Сьюллин О’Хара, сестру Скарлетт. После этого наиболее запоминающейся стала её роль в фильме «Семилетний зуд» (1955), в котором главную роль исполнила Мэрилин Монро.
В 1956 году Эвелин оставила съёмки в кино, появившись затем на экранах лишь несколько раз в небольших ролях в кинофильмах и телесериалах.
В 1977 году она опубликовала автобиографию «Младшая сестра Скарлетт О’Хара: Моя яркая жизнь в Голливуде и за его пределами».
Эвелин четыре раза выходила замуж:
1. Бартон Бейнбридж (1938—1940) (смерть мужа).
2. Чарльз Видор (1943—1945) — режиссёр, брак с которым закончился разводом.
3. Джон Хьюстон (1946—1950) — актёр и режиссёр, вместе с которым она усыновила мексиканского мальчика Пабло.
4. Арти Шоу (1957—1985) — музыкант (развод).

Эвелин умерла от рака 4 июля 2008 года в своём доме в Монтесито, недалеко от Санта-Барбары. Однако родственники сообщили о смерти актрисы только через неделю.

## Избранная фильмография
- 1938 — Знать опасно — в титрах не указана
- 1938 — Флибустьер — Мадлен
- 1939 — Унесённые ветром — Сьюлин О’Хара
- 1939 — Юнион Пасифик — миссис Калвин
- 1940 — Та самая дама — Франсуа Морестан
- 1941 — А вот и мистер Джордан — Бэтт Логан
- 1941 — Лицо под маской — Хелен Уильямс
- 1941 — Дамы в уединении — Люси
- 1944 — Девять девочек — Мэри О’Райан
- 1945 — Тысяча и одна ночь — Джин
- 1946 — История Джолсона — Джули Бэнсон
- 1947 — Джонни О'Клок — Нэнси Хобсон
- 1947 — Убийца, запугавший Нью-Йорк — Шейла Беннет
- 1949 — Мистер Простак — Дженни Джонс
- 1951 — Остров контрабандиста — Вивиан Крейг
- 1951 — Железный человек — Роуз Уоррен
- 1951 — Вор — Сьюзен Гилврей
- 1953 — Ривер-стрит, 99 — Линда Джеймс
- 1954 — Пол-акра ада — Донна Уильямс
- 1955 — Семилетний зуд — Хелен Шерман
- 1956 — Вокруг света за 80 дней — кокетка
- 1987 — Жребий Салема 2: Возвращение в Салем — миссис Аксел
- 1989 — Злая мачеха — ведьма-инструктор